# Аврамовский, Даниэл
Даниэл Аврамовский (макед. Даниел Аврамовски; род. 20 февраля 1995, Скопье) — северомакедонский футболист, полузащитник турецкого клуба «Болуспор» и сборной Северной Македонии.

## Клубная карьера
Даниэл дебютировал в составе клуба «Работнички» 28 мая 2011 года в игре с «Силексом». В сезоне 2011/12 Аврамовский принял участие в 7 матчах первенства. 21 июля 2011 года полузащитник провёл свой первый матч в еврокубках, выйдя на замену в игре квалификационного раунда Лиги Европы против сан-маринского клуба «Ювенес/Догана». В феврале 2012 года Даниэл был приглашён на десятидневный просмотр в английский «Ливерпуль».
Летом 2012 года игрок был отдан в аренду сроком на год в команду «Македония». Несмотря на то, что его команда по итогам сезона заняла 10 место и выбыла из Высшего футбольного дивизиона Македонии, Даниэл достаточно успешно выступал, провёл 29 матчей и привлёк к себе внимание более крупных клубов.
В июле 2014 года македонец подписал трёхлетний контракт с «Црвеной Звездой». 30 августа 2014 года Аврамовский дебютировал за новый клуб. Выйдя на замену в матче со «Спартаком» из Суботицы, Даниэл уже через 10 минут отметился забитым голом, который стал победным в игре.
Летом 2015 года Аврамовский был отдан в аренду сроком на один год в белградский ОФК.
В сезоне 2019/20, прерванном из-за пандемии коронавируса, выступал за «Вардар» и стал лучшим бомбардиром чемпионата Македонии с 11 голами.

## Карьера в сборной
Аврамовский выступал за юношеские и молодёжные сборные Республики Македонии. 18 июня 2014 года Даниэл дебютировал в составе национальной сборной в товарищеском матче со сборной Китая. Сыграл два матча в 2014 году, затем пять лет не выступал за сборную. Вернулся в состав в 2019 году.